# Carlos Manuel Alonso
Carlos Manuel Gonçalves Alonso (* 11. Oktober 1978 in Luanda, Angola), bekannt als Kali, ist ein ehemaliger angolanischer Fußballspieler.

## Karriere
Die Karriere von Kali begann im Jahr 1998 beim FC Barreirense in der dritten portugiesischen Liga. Im Jahr 2001 erhielt er die Gelegenheit, zum CD Santa Clara zu wechseln, der gerade in die Primeira Liga aufgestiegen war. Hier wurde er schnell fester Bestandteil des Teams. Am Ende der Saison 2002/03 musste er mit seiner Mannschaft absteigen. Er blieb dem Klub auch in der Segunda Liga treu, spielte dort aber erneut um den Klassenverbleib. Im Sommer 2005 kehrte er zu Barreirense zurück, das gerade in die Segunda Liga aufgestiegen war. Am Ende der Spielzeit 2005/06 stieg er mit seiner Mannschaft ab.
Im Sommer 2006 wechselte Kali zum FC Sion, der zu der Zeit in der Schweizer Super League spielte. Dort konnte er den Schweizer Cup 2009 gewinnen, stand im Finale aber nicht im Aufgebot. Im Sommer 2009 schloss Kali sich dem französischen Zweitligisten AC Arles an. Im Oktober 2009 löste er seinen Vertrag auf. Anschließend war er einige Monate ohne Verein, ehe er Anfang 2010 bei CD Primeiro de Agosto in seinem Heimatland anheuerte. Dort blieb er, bis er Ende 2014 seine Laufbahn beendete.
Mit der angolanischen Nationalmannschaft konnte er sich erstmals für die Fußball-Weltmeisterschaft 2006 in Deutschland qualifizieren. Dies bedeutete den größten Erfolg in der Fußballgeschichte des afrikanischen Landes. Insgesamt kam er zwischen 2001 und 2011 in 65 Länderspielen zum Einsatz.
2004 gewann er mit Angola die Südafrikameisterschaft. Kali nahm zudem mehrmals an Afrikameisterschaften teil und war auch 2008 und 2010 im Kader, als die angolanische Mannschaft jeweils das Viertelfinale und somit ihre bis dahin beste Platzierung in diesem Wettbewerb erreichte.

## Erfolge
- COSAFA Cup: 2004
- Schweizer Cup: 2009